# Jabal Ram
Jabal Ram este un munte în Iordania. Majoritatea autorităților dau altitudinea de 1.734 m (5.689 ft) deasupra nivelului mării. A fost odată considerat a fi cel mai înalt punct din Iordania, dar datele SRTM arată că Jabal Umm ad Dami este de 1.854 m (6.083 ft) deasupra nivelului mării și, prin urmare, mai mare.
Traseele tradiționale de alpinism peste fața sa estică îl fac una dintre principalele atracții pentru alpiniști. Există aproximativ zece trasee de ascensiune pe munte.
Tony Howard a scris o carte valoroasă despre Iordania, inclusiv Wadi Rum și Jabal Rum: Drumeții și ascensiuni în Wadi Rum, Iordania. Cele mai populare rute pentru ascensiune sunt Thamudic și Sheikh Hamdans.